# گیبون دست‌سفید یون‌نان
گیبون سفیددست یون‌نان (نام علمی: Hylobates lar yunnanensis) نام یک زیرگونه از گونه گیبون سفیددست است.